# Garibaldi (pirofregata)
La Garibaldi (già Borbone) è stata una pirofregata di I rango ad elica (successivamente pirocorvetta) della Regia Marina, già della Real Marina del Regno delle Due Sicilie. Negli ultimi anni di servizio è stata utilizzata anche come nave ospedale, con il nome di Saati.

## Nome
La nave fu la prima unità della Marina italiana a portare il nome dell'eroe dei due mondi. Successivamente tale nome venne assegnato a diverse altre importanti unità della Regia Marina prima e della Marina Militare poi:
- un incrociatore corazzato capoclasse di una omonima classe di ben dieci unita sette delle quali vendute all’estero, che partecipò attivamente alla guerra italo-turca nelle acque della Libia, dell'Egeo e del Levante (affondando il 24 febbraio 1912, in un'azione congiunta al gemello Francesco Ferruccio,  la corazzata costiera turca Avnillah al largo di Beirut), prima di essere silurato ed affondato dal sommergibile austroungarico U 4 il 18 luglio 1915  mentre rientrava dal bombardamento della ferrovia Ragusa-Cattaro, agli inizi della prima guerra mondiale;
- un grosso incrociatore leggero della serie Condottieri, classe Duca degli Abruzzi, che, varato nel 1936 partecipò attivamente alla seconda guerra mondiale prima di essere disarmato nel 1953 e sottoposto, nel 1957-1961, ad una pressoché totale ricostruzione che ne fece il primo incrociatore missilistico italiano, ricoprendo quindi il ruolo di ammiraglia della flotta fino al 1971, anno in cui venne disarmato[1].
- un incrociatore portaeromobili (di fatto una portaerei leggera) entrato in servizio nel 1985 e nave ammiraglia della Marina Militare Italiana sino alla sostituzione da parte della più moderna portaerei leggera Conte di Cavour.

Tutte queste navi hanno avuto come stemma il volto di Garibaldi ed il motto "Obbedisco".

## Caratteristiche e costruzione
Impostata nei cantieri di Castellammare di Stabia il 1º agosto 1857 e varata il 18 gennaio 1860, con il nome di Borbone ed alla presenza dei sovrani del Regno delle Due Sicilie e di diverse navi straniere, per conto della Real Marina del Regno delle Due Sicilie come unità similare delle pirofregate Gaeta e Farnese, la nave fu l'unica delle tre unità ad essere effettivamente completata per la Marina borbonica. Autore del progetto era l'ingegner Giuseppe De Luca, vicedirettore del cantiere di Castellammare.
Lo scafo era in legno di quercia di Calabria, con la carena ricoperta di rame, rinforzi diagonali ed un ponte di batteria coperta. Dotata di tre alberi a vele quadre (armamento velico a nave) e costata 2.263.000 lire, la pirofregata era munita di un notevole armamento, composto da 59 bocche da fuoco (altre fonti indicano invece 50 cannoni: otto a canna rigata da 160 libbre, 12 a canna liscia da 72 libbre, 26 da 68 libbre lisci, 4 lisci da sbarco, da 80 libbre). Onde poter, se del caso, navigare a vela con maggiore facilità, la nave aveva, come molte pirofregate dell'epoca, elica sollevabile e fumaiolo abbattibile. Tra le migliori pirofregate italiane al momento del completamento, la nave era però irrimediabilmente destinata ad essere presto superata dall'introduzione della corazza, di cui era sprovvista.

## Storia operativa
Completata il 10 luglio 1860, nel pieno della spedizione garibaldina che avrebbe causato la fine del Regno delle Due Sicilie, la Borbone prese parte ad una sola azione significativa nel corso del suo breve servizio operativo sotto bandiera borbonica.
Il 12 agosto 1860 la nave, al comando del capitano di vascello Carlo Flores, avvistò la pirofregata Tukery, ex borbonica Veloce passata con i garibaldini, ormeggiata a Canzirri (stretto di Messina): il comandante Flores decise di speronare la nave a tutta velocità, ma non poté attuare i suoi propositi a causa dell'opposizione degli altri ufficiali.
Il 22-23 agosto 1860, mentre era in crociera tra Messina e Punta Faro, la Borbone bombardò con le proprie artiglierie le posizioni garibaldine di quest'ultima località e di Capo Peloro. Nello scontro tra le artiglierie della Borbone e quelle costiere, armate con cannoni prelevati dalla Tukery, la nave del Regno delle Due Sicilie ricevette un colpo sotto la linea di galleggiamento, dovendo ripiegare verso Siracusa per via della falla apertasi nella carena.
Dopo le riparazioni, il 4 settembre la pirofregata si congiunse con il resto della squadra del Regno delle Due Sicilie al largo di Salerno. Insieme alla quasi totalità della flotta borbonica, il 6 settembre 1860 la Borbone non seguì il Francesco II delle Due Sicilie nella sua fuga a Gaeta e pertanto il giorno seguente, rientrata a Napoli, ammainò la bandiera borbonica e passò dalla parte della Marina sarda, nei cui ruoli venne iscritta con il nome di Garibaldi.
Come comandante della nave fu designato il capitano di vascello Carlo Alfonso Barone.
Il 2 gennaio 1861 la Garibaldi, partita da Napoli al comando del capitano di vascello Edoardo D'Amico ed insieme al grosso della flotta sardo-piemontese (comprensiva anche di numerose navi ex borboniche), giunse nelle acque di Gaeta, al cui assedio prese quindi parte. Il 2 gennaio la nave si mise alla fonda tra Mola di Gaeta e Castellone, poi, il 22 gennaio, partecipò alla prima ed intensa azione di bombardamento, cannoneggiando le batterie di Ponente e di Punta Stendardo (detta anche Santa Maria) insieme alle cannoniere Confienza, Veloce e Vinzaglio, le prime due delle quali, per i danni subiti, ripiegarono e vennero sostituite dalla vecchia pirofregata a ruote Costituzione. Nel corso dell'azione del 22 gennaio le navi italiane, salpate alle 9:30, spararono 4.000 proiettili; gran parte delle unità della flotta riportò dei danni a causa del tiro delle fortezze borboniche, mentre nel cannoneggiamento delle navi italiane era stato affondato l'avviso borbonico Etna e gravemente danneggiata la fregata Partenope. La Garibaldi fu una delle tre sole navi della flotta sabauda a non riportare danni. Dopo l'esplosione del deposito munizioni Sant'Antonio la Garibaldi, nella notte tra il 5 ed il 6 febbraio, bombardò la breccia che tale scoppio aveva aperto nelle mura della piazzaforte, onde allargarla. La resa di Gaeta avvenne il 13 febbraio 1861, in seguito all'esplosione del deposito munizioni «Transilvania». Sedici membri dell'equipaggio della Garibaldi vennero decorati di Medaglia d'argento al valor militare per le operazioni dell'assedio di Gaeta, mentre al luogotenente di vascello Emmerik Acton, distintosi nell'attacco al torrione francese, ricevette la Croce di Cavaliere dell'Ordine militare di Savoia. Dopo la conclusione dell'assedio la pirofregata fu anche protagonista di un primo ed infruttuoso tentativo di recupero dell'avviso Etna, affondato nel bombardamento del 22 gennaio.
Il 17 marzo 1861 la pirofregata venne iscritta nei ruoli della neocostituita Regia Marina. L'armamento della pirofregata era ora costituito da 55 pezzi d'artiglieria: un cannone a canna liscia da 117 libbre, dieci cannoni a canna rigata da 60 libbre, ventiquattro cannoni-obici lisci da 30 libbre, due cannoni lisci dello stesso calibro, diciotto cannoni-obici lisci da 80 libbre.
Nel maggio 1861 la Garibaldi trasportò e sbarcò a Palermo le truppe incaricate dell'occupazione della città. Tra il 1861 ed il 1867 la nave operò in Atlantico e Mediterraneo in molteplici compiti: nel 1862, dopo alcune modifiche, fu assegnata alla Squadra d'Evoluzione ed inviata a pattugliare le coste siciliane. Nel corso del medesimo anno, durante il tentativo di liberazione di Roma conclusosi con lo scontro dell’Aspromonte, la Garibaldi si trovò a combattere contro il condottiero da cui aveva preso il nome, sbarcando circa 1.000 uomini in Calabria. Terminata la battaglia, la nave prese a bordo i garibaldini fatti prigionieri e li trasbordò sul piroscafo Italia, che rimorchiò poi da Gaeta a La Spezia. Nel 1863 l'unità s'incagliò nei pressi di Brindisi, venendo soccorsa dalla pirocorvetta Archimede. Nel 1864 la nave fu a Tunisi, a protezione delle locali comunità italiane.
Nel 1866 l'armamento venne ridotto a sedici cannoni lisci da 200 mm ed altrettanti da 160 mm, dei quali dodici a canna liscia e quattro a canna rigata.
Nell'imminenza dello scoppio della terza guerra d'indipendenza, la Garibaldi venne aggregata alla II Squadra dell'Armata d'Operazioni incaricata delle operazioni navali in Adriatico. Il mattino del 21 giugno 1866 la flotta italiana lasciò la base di Taranto e fece rotta per Ancona, dove arrivò il 25 giugno, di pomeriggio.
Dall'8 al 12 luglio la flotta italiana fu in crociera di guerra nell'Adriatico, senza tuttavia incontrare forze navali nemiche.
Nel primo pomeriggio del 16 luglio l'armata salpò da Ancona diretta a Lissa, dove di progettava di sbarcare. L'attacco ebbe inizio nella mattina del 18 luglio, con pesanti bombardamenti diretti contro le fortificazioni dell'isola: la Garibaldi che, con a bordo soldati di rinforzo e portando la notizia che erano in arrivo ulteriori rinforzi, si era unita alle undici di quel mattino alle altre unità della II Squadra (pirofregate Maria Adelaide, Vittorio Emanuele, Duca di Genova e Gaeta, pirocorvetta San Giovanni), avrebbe dovuto bombardare le fortificazioni di Porto Manego, luogo prescelto per lo sbarco. In realtà, tuttavia, solo la Maria Adelaide e la Vittorio Emanuele eseguirono alcune salve, per poi ritirarsi, decisione giustificata dal viceammiraglio Giovan Battista Albini (che l'aveva presa dopo aver convocato tutti i comandanti sulla Maria Adelaide, sua nave ammiraglia, ed averli consultati), comandante della II Squadra, con la presenza di scogli affioranti e di una batteria precedentemente non individuata. Inoltre le fregate in legno, pur disponendo di portelli che consentivano una maggiore elevazione dei cannoni rispetto alle unità corazzate, si erano portate troppo sottocosta per poter efficacemente battere le batterie avversarie, la cui altitudine fu peraltro sovrastimata.
Nella mattina del 19 luglio, giunte di rinforzo le pirofregate Principe Umberto, Carlo Alberto e Governolo con una compagnia di fanteria, l'azione contro Lissa riprese. Nella giornata del 19 luglio le navi della II Squadra (giunta ora a comprendere tutte le unità in legno dell'armata, ovvero sette pirofregate ad elica e due a ruote, oltre ad una pirocorvetta ad elica), insieme alla flottiglia cannoniere del capitano di fregata Sandri (tre unità, più un avviso, un trasporto ed una nave ospedale), dapprima bombardarono i forti esterni di Porto San Giorgio, quindi effettuarono un tentativo di sbarco con 2.000 uomini a Porto Carober. Il tentativo di sbarco fallì in quanto il viceammiraglio Albini, vedendo le scialuppe con le truppe destinate allo sbarco bersagliate da un forte tiro di fucileria, ordinò di riprendere a bordo tutte le truppe.
All'alba del 20 luglio, ricevuto un rinforzo di 500 uomini (la forza da sbarco ammontava ora a 2.500-3.000 uomini), la II Squadra si portò nuovamente nelle acque di Porto Carober per ritentare lo sbarco, ma alle 7:50 del mattino, mentre lo sbarco era già in corso, sopraggiunse la squadra navale austroungarica agli ordini del viceammiraglio Wilhelm von Tegetthoff: ebbe così inizio la battaglia di Lissa, conclusasi con una drammatica sconfitta della flotta italiana. L'ammiraglio Albini ordinò di sospendere lo sbarco e di reimbarcare in fretta le truppe, facendo rientrare le scialuppe e facendole prendere a rimorchio dalle cannoniere di Sandri: il reimbarco fu tuttavia frettoloso e non pochi equipaggiamenti vennero abbandonati e caddero quindi in mano nemica. Inoltre, Albini perse tempo a recuperare le scialuppe, compito che, secondo gli ordini, avrebbe dovuto essere di competenza della sola flottiglia Sandri. Nei piani di battaglia del comandante l'armata, ammiraglio Carlo Pellion di Persano, la II Squadra avrebbe dovuto seguire e supportare il gruppo delle corazzate, composto dalle squadre I e III con, in quel momento, dieci unità, ma Albini, che aveva rancori nei confronti di Persano, procedette così lentamente da restare molto distanziato, quindi non partecipò minimamente alla battaglia, lasciando le dieci corazzate di Persano a battersi da sole contro l'intera flotta austroungarica (26 unità). Se si eccettua l'iniziativa dei loro comandanti della Principe Umberto e della Governolo, che lasciarono il loro posto nella II Squadra per accorrere in aiuto delle corazzate ma vennero presto richiamati indietro, la II Squadra rimase del tutto inattiva per tutta la durata della battaglia, che vide la perdita, da parte italiana, delle unità corazzate Re d’Italia e Palestro. Dopo un tentativo di contrattacco ordinato da Persano ma seguito da due sole unità, e pertanto subito abortito, la battaglia si concluse verso le 14, anche se la flotta italiana rimase ad incrociare sul posto sino a sera, quando Persano ordinò infine di rientrare ad Ancona. Nel corso dei bombardamenti e della battaglia la Garibaldi aveva esploso in tutto 46 colpi di cannone.
Successivamente a Lissa l'armata venne sciolta, e tutte le navi in legno furono fatte rientrare a Taranto.
Il 19 settembre 1866 la Garibaldi venne mandata a sbarcare truppe a Palermo, partecipando alla repressione dell'insurrezione della città.
Disarmata nel 1867, la pirofregata fu sottoposta a grandi lavori di ricostruzione, rientrando in servizio solo il 30 ottobre 1872. L'armamento subì un ulteriore ridimensionamento, riducendosi ad otto pezzi da 160 mm, quattro da sbarco da 80 mm ed altrettanti dello stesso tipo da 75 mm, tutti a canna rigata, mentre l'equipaggio, grazie anche a modifiche alle alberature ed alla velatura, fu ridotto a 386 uomini (23 ufficiali e 363 sottufficiali e marinai). Il costo dei lavori fu di 20.000 lire.

Un’altra immagine della Garibaldi

Il 16 novembre 1872 la Garibaldi lasciò Napoli per circumnavigare il globo, al comando del capitano di vascello Andrea Del Santo (e con a bordo tra gli altri, in qualità di guardiamarina, il Duca di Genova Tommaso di Savoia).
Partecipò alla spedizione, col ruolo di naturalista, il botanico Federico Delpino.
Dopo uno scalo a Gibilterra, la nave attraversò l'Atlantico giungendo a Rio de Janeiro, da dove, doppiando il Capo di Buona Speranza, arrivò in Australia: da lì, passando presso le Figi, arrivò in Giappone (agosto 1873). Dopo due mesi di permanenza nelle acque del Giappone la pirofregata riprese il viaggio alla volta di San Francisco, da dove poi fece tappa a Callao e Valparaíso. Doppiato Capo Horn, giunse a Montevideo e poi ripartì per l'Italia. Dopo quasi due anni di navigazione e 55.875 miglia percorse (ben 53.193 delle quali a vela), dopo aver superando indenne violentissime tempeste, la nave rientrò in patria, a La Spezia, il 22 ottobre 1874.
Nel 1877 l'unità venne declassata a corvetta, mentre l'anno successivo venne sottoposta a lavori di sostituzione delle caldaie.
Nel 1879 la Garibaldi stazionò nel Levante per salvaguardare gli interessi italiani durante la guerra tra Russia e Turchia, ed il 27 maggio dello stesso anno, al comando del capitano di vascello Enrico Costantino Morin (e con a bordo, come guardiamarina, Paolo Thaon di Revel, futuro comandante della Regia Marina) prese il mare per un secondo giro del mondo: attraversò gli stretti di Gibilterra e Magellano, il 29 agosto 1879 approdò a San Francisco ed in seguito, durante la guerra tra Cile e Perù, fu stazionaria per un anno e mezzo lungo le coste di tali stati, a difesa delle comunità italiane nelle due nazioni belligeranti. Dopo la conclusione della guerra la pirofregata, il 29 giugno 1881, partì di nuovo alla volta di San Francisco, arrivandovi due mesi dopo e proseguendo per l'Estremo Oriente: fu a Yokohama, Hong Kong, Singapore, Batavia, Mahé, Aden, Suez e Porto Said. Dopo aver imbarcato 135 profughi italiani ed austriaci da quest'ultimo porto, la Garibaldi passò per il canale di Suez nonostante il blocco imposto dagli inglesi, dando così l'esempio a diverse altre navi che la seguirono. L'8 agosto 1882 il viaggio ebbe termine con l'arrivo della Garibaldi a Napoli: la nave aveva percorso 42.000 miglia nautiche, trascorrendo in mare tre anni e tre mesi.
Nel 1883 la corvetta venne sottoposta a nuovi lavori di modifica e fu poi aggregata alla Forza Navale del Mar Rosso, per la difesa di Massaua.
Il 19 gennaio 1885 la nave, al comando del capitano di vascello Federico Bertone di Sambuy, salpò da Napoli aggregata ad una formazione che comprendeva anche le pirofregate corazzate Principe Amedeo (nave ammiraglia) e Castelfidardo, l'incrociatore Amerigo Vespucci e gli avvisi Messaggiere e Vedetta, per trasportare e sbarcare a Massaua un reparto di 800 uomini (quattro compagnie di bersaglieri ed una di artiglieria, oltre a reparti del Genio zappatori e della sussistenza) al comando del colonnello Tancredi di Saletta: dopo un viaggio travagliato (durante il quale la Principe Amedeo si incagliò a Porto Said) le navi giunsero nel porto eritreo il 4 febbraio 1885 e lo occuparono immediatamente, senza incontrare resistenza da parte dei 400 militari egiziani del presidio. Il giorno successivo, 5 febbraio, la Garibaldi assunse le funzioni di sede del Comando Marittimo di Massaua. Nel 1893 effettuò missioni di trasporto di fanteria di Marina lungo la costa eritrea, ma già veniva utilizzata anche con funzioni di nave ospedale: il 2 luglio 1885, infatti, vi venne ricoverato per febbri tifoidee il tenente colonnello Emilio Putti, comandante del presidio di Massaua, che fu trovato morto in mare nove giorni dopo: mai si seppe se si fosse gettato in acqua in preda al delirio o piuttosto si fosse suicidato.

La Borbone trasformata in nave ospedale con il nome di Saati

Il 6 agosto 1893 la vecchia pirofregata venne ribattezzata Saati, venendo quindi trasformata in nave ospedale: allo scopo venne eliminato l'armamento ed installata una pesante sovrastruttura a due piani sul ponte di coperta. Nei locali interni vennero ricavate sistemazioni per 200 posti letto, ambulatori ed un laboratorio di analisi. È da osservare, comunque, che la Saati stazionò sempre a Massaua ed Assab, assolvendo, più che a compiti di competenza di una vera e propria nave ospedale, alla funzione di policlinico galleggiante ormeggiato in una località pressoché priva di adeguate dotazioni sanitarie.
Sotto la direzione del medico capo di prima classe Salvatore Scrofani (che ricopriva anche la carica di responsabile sanitario del corpo di spedizione), la Saati fu molto utile per il ricovero e la cura dei numerosi soldati colti da malattie tropicali. Il maggiore periodo di impegno della nave si ebbe in seguito alla disastrosa battaglia di Adua (1º marzo 1896), dopo la quale raggiunsero Massaua centinaia di feriti sopravvissuti allo scontro e bisognosi di cure.
Ceduta all'amministrazione della colonia eritrea il 16 febbraio 1894 e radiata dai ruoli della Regia Marina dieci mesi più tardi, la Saati continuò ad essere usata come ospedale sino al 1899, quando, ridottasi ormai in cattive condizioni, venne disarmata e smantellata.
Dal 1860 al 1889 si erano succeduti al comando della nave 20 comandanti.